# HYBRID
『HYBRID』(ハイブリッド)は、CURIOの1枚目のスタジオ・アルバム。

## 概要
- デビュー・アルバム。

## 収録曲
1. バター (4:28)
作詞：NOB、作曲：AJA
2. ひまわり(ALBUM VERSION) (3:55)
作詞：NOB、作曲：AJA
2ndシングルのアルバムバージョン。
3. レイン レイン (4:23)
作詞：NOB、作曲：AJA
4. アイニイコウ (4:13)
作詞：NOB、作曲：AJA
5. 君のすべてを見ていたい(ALBUM MIX) (4:36)
作詞：NOB、作曲：AJA
2ndシングルのカップリング曲のアルバムバージョン。
6. 真夏の夜 二人の夜 (6:01)
作詞：NOB・AJA、作曲：AJA
7. NO.2 (1:21)
作曲：AJA
8. Mr.ダイナマイトのテーマ (2:50)
作詞：NOB、作曲：AJA
3rdシングルのカップリング曲としてリカット。
9. 風の宅配便 (4:00)
作詞：NOB、作曲：AJA
3rdシングルとしてリカット。
10. いつか見た夢 (5:50)
作詞・作曲：BRITAIN
4thシングル。
11. 新世界(ALBUM VERSION) (8:18)
作詞・作曲：AJA
1stシングルのカップリング曲のアルバムバージョン。
12. ときめき (5:22)
作詞：NOB、作曲：AJA
1stシングル。
13. ひまわり Original Prototype('96 August-Demo)
作詞：NOB、作曲：AJA
再発盤ボーナストラック。2ndシングルの未発表バージョン。
14. 希望(ユメ)の島 Original PrototypeⅠ('96 August-Demo)
作詞：NOB、作曲：AJA
再発盤ボーナストラック。未発表曲のデモバージョン。
15. 希望(ユメ)の島　Original Prototype Ⅱ ('96 November-Demo)
作詞：NOB、作曲：AJA
再発盤ボーナストラック。未発表曲のデモバージョン。